# 相良忠房
相良 忠房（さがら ただふさ）は、相良氏の第19代当主。幼名を亀千代、通称は四郎太郎。初名が忠房。

## 生涯
元亀3年（1572年）、第18代当主相良義陽の長男として生まれる。難産であったと云う。天正9年（1581年）、島津氏の侵攻の前に降伏する際、亀千代は弟の長寿丸（頼房）と共に島津氏への人質として差し出された。
同年、義陽は島津義久より再三阿蘇氏攻めを要請されて、阿蘇氏との不戦の誓文を破って出陣。この決意を聞いて相良氏の忠誠を信じた義久は人質を帰還させたが、12月2日、響野原で義陽は甲斐宗運と戦って討死した。
義久は、相良家との和議が棚上げとなる事を警戒した。しかし相良氏の家老深水長智（宗方）の働きによって亀千代の元服と家督相続が決まると、義久は和議の継続を悦び「永々相違あるべからず」とした。そして亀千代は、四郎太郎を通称とし、島津氏の通字の一つである「忠」の字を贈られて「忠房」と名乗り、深水頼金・深水宗方・犬童頼安（休矣）を奉行として、相良氏の第19代当主となった。
ところが、父義陽の相続にも反対した叔父相良頼貞が同年同月22日、加久藤で薩兵を集めて蜂起し、人吉に向かった。人吉の相良衆は皆抵抗し、薩兵を城に入れまいと一触即発となった。深水長智とその子摂津介、犬童休矣とその子頼兄は、計略をもって頼貞を言いくるめて上球磨に向かわせ、その間に義久に援助を頼んだ。義久は、使者・久無木狩野を遣わして頼貞を説得し、身柄を日向伊東家に預けることにして、乱を未然に収めた。
天正10年（1582年）2月、四郎次郎（長寿丸）が薩摩に人質として再び入った。3月、湯山と湯前の地頭が頼貞に従って反乱を企てているという誣告があり、宗方と休矣がこれを謀殺した。天正11年（1583年）7月、仇である甲斐宗運が親族に毒殺された。
天正12年（1584年）、相良衆は島津家久の肥前遠征に参加し、島津氏による肥後の制圧にも貢献した。
天正13年（1585年）2月、忠房は疱瘡を患い、寺社に祈祷を命じたが、ほどなくして死去した。享年14。法名を天膺了清（てんようりょうしょう）。富ヶ尾山の了清院に葬られた。
跡は弟の四郎次郎が継ぎ、末弟の藤千代（相良長誠）が人質として代るために薩摩に向かった。